# NEWS21 サタデースコープ
NEWS21 サタデースコープ（ニュースにじゅういちサタデースコープ）は、BS-TBSで2011年4月から2年間放送されていた報道情報番組。

## 概要
2011年4月2日放送開始。2010年度に放送された『サンデースコープ』を土曜・日曜の2日間番組とし、そのうちの旧『サンデースコープ』で取り上げた総合ニュースの番組を土曜日に事実上移譲したものである。その日のニュースは基より、今週の注目すべきニュースを全国各地の系列局や世界各地の取材拠点とネットワークを結びながら伝えている。また、注目の社会・時事問題に鋭いメスを入れた特集コーナーや、これからの日本が抱える国民的な問題にスポットをあて、国民が何を訴えているかを問うインタビューコーナー「この国に生きる」がある。なお、2012年3月までは「この国に生きる」は現『サンデースコープ』で放送し、「わすれられない"ひと言"」が当番組で放送されていた。
2013年3月30日の放送分をもって終了。

## 出演者

### レギュラー出演者
総合司会（アンカーマン）
- 杉尾秀哉（TBSテレビ報道局専門解説記者室長）

アシスタント
- 岡村仁美（TBSテレビアナウンサー）

コメンテーター
- 石塚元章（中部日本放送論説委員。出向出演）

### 記者・ディレクター・インタビュアー
特集コーナー担当
- 前田晴美

「この国に生きる」担当
- 古沢真紀
- 柴山延子（古沢・柴山ともに2012年3月までは『サンデースコープ』に出演）

### よく出演するゲスト
- 岩田夏弥（TBSテレビ政治部デスク） - 政治関連の話題で解説を担当。

## スタッフ
- 制作協力：TBSテレビ、中部日本放送、JNN各社、エフエフ東放
- 製作著作：BS-TBS